# Runji Gautampura
Runji Gautampura es una localidad de la India en el distrito de Indore, estado de Madhya Pradesh.

## Geografía
Se encuentra a una altitud de 495 m s. n. m. a  km de la capital estatal, Bhopal, en la zona horaria UTC +5:30.

## Demografía
Según estimación 2010 contaba con una población de 16 314 habitantes.